# ТЕС Серір
ТЕС Серір — теплова електростанція на південному сході Лівії, розташована за 80 км від гігантського нафтового родовища Серір.
У першій половині 2010-х років в районі Серір спорудили сучасну газотурбінну електростанцію, яка складається із трьох газових турбін виробництва концерну Siemens типу SGT5-PAC 4000F потужністю по 285 МВт.
Станція була запроектована для роботи на природному газі, який мали подати по трубопроводу Інтісар – Серір. Втім, на тлі громадянської війни та загальної нестабільності виконання проекту затягувалось і одинадцять років ТЕС використовувала лише нафтопродукти. Нарештів, в 2020-му вдалось почати подачу газу. 
Вже на початку 2014 року станція постраждала під час сутичок між бійцями племені Тебу, що контролювали її як служба охорони нафтових родовищ, та сформованою з арабів 427 бригадою лівійської армії, котра утримувала родовище Серір. Першу із пошкоджених тоді турбін відремонтували вже у квітні 2014-го.
А в березні 2016-го на ТЕС здійснили напад представники ІДІЛ, проте охорона вчасно знешкодила водія-самогубцю та змогла відбити атаку.
Можливо також відзначити, що у 1974—1979 біля Серіру спорудили станцію із семи газових турбін компанії Westinghouse типу W191G ECONO-PAC потужністю по 15 МВт, яка, втім, працювала не на постачання мереж загального користування, а для живлення насосів проекту Велика рукотворна річка.